# Dharmsala

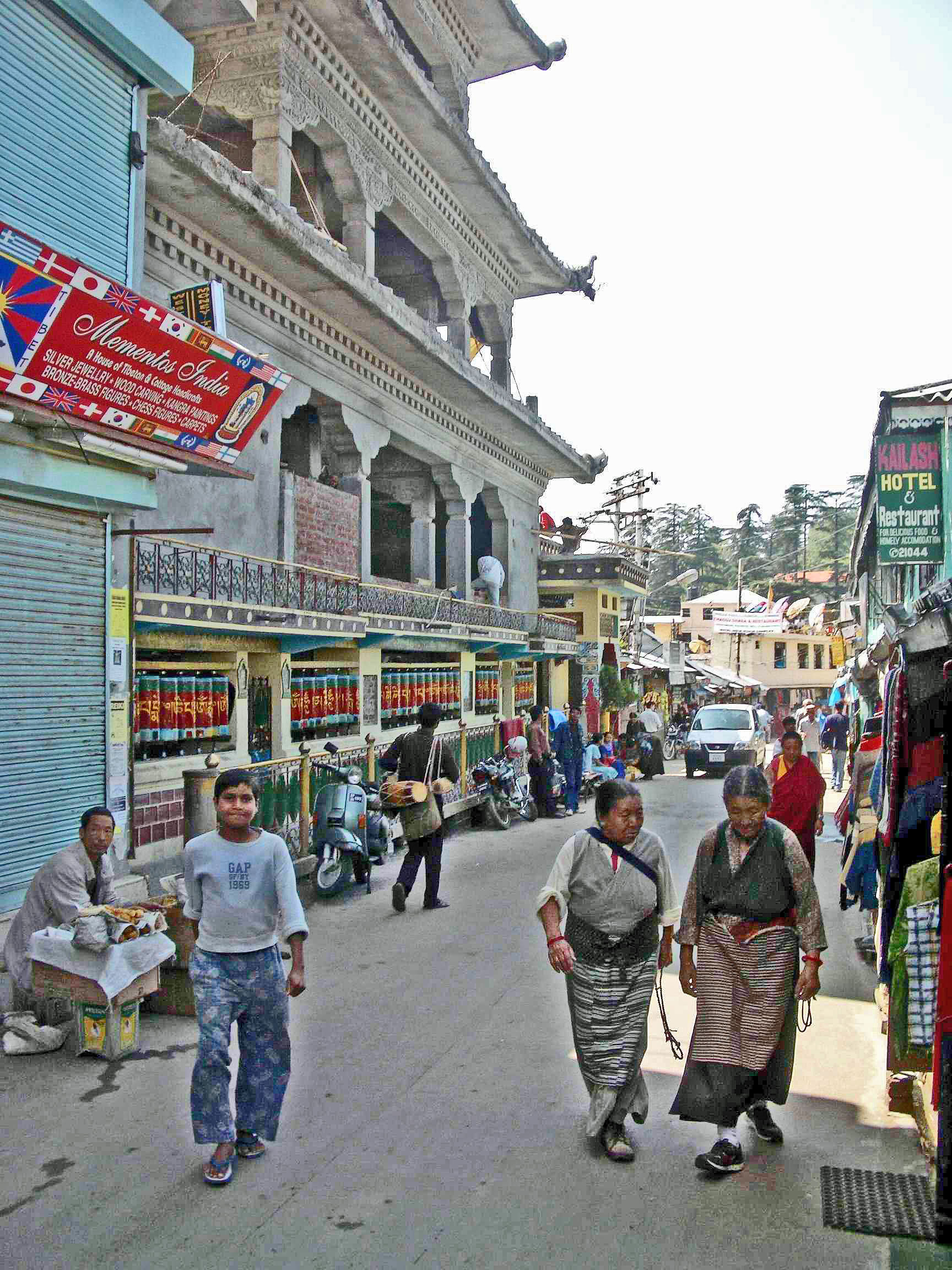
Gata i Dharmsala.

Dharmsala (alternativt Dharamsala, Dharamśālā, äldre namn Bhagsu) är en stad i västra delen av den nordvästliga indiska delstaten Himachal Pradesh, och säte för den tibetanska exilregeringen. Staden är huvudort för distriktet Kangra och hade 22 579 invånare vid folkräkningen 2011, med förorter 30 764 invånare.
Terrängen är höglänt eftersom detta är Pir Panjalregionen i utkanten av Himalaya. Området består av en dalgång på 1 250 meter över havet och en högplatå på 1 800 meter över havet. Invånarna i dalgången är indier, medan de som bor på högplatån är tibetanska flyktingar. Det kulturella centret i Dharmsala är det buddhistiska Namgyalklostret, grundat redan under det sena 1500-talet av den tredje Dalai Lama.
Staden var inte mer än en sömnig småstad, om än med urgamla anor, när Dalai Lama gjorde den till sin provisoriska huvudstad 1960. Numera bor 8 000 exiltibetaner i Dharmsala. Staden var ett centrum för buddhistisk väckelse under 600-talet; erövrades av britterna 1848. Tibetanska exilregeringen har sina lokaliteter halvvägs mellan dalgången och högplatån, i ett område som nu kallas Gangchen Kyishong (tib. "lycklig snödal"). Exilparlamentet med 46 ledamöter finns också här.

## Bildgalleri

Dharamsala
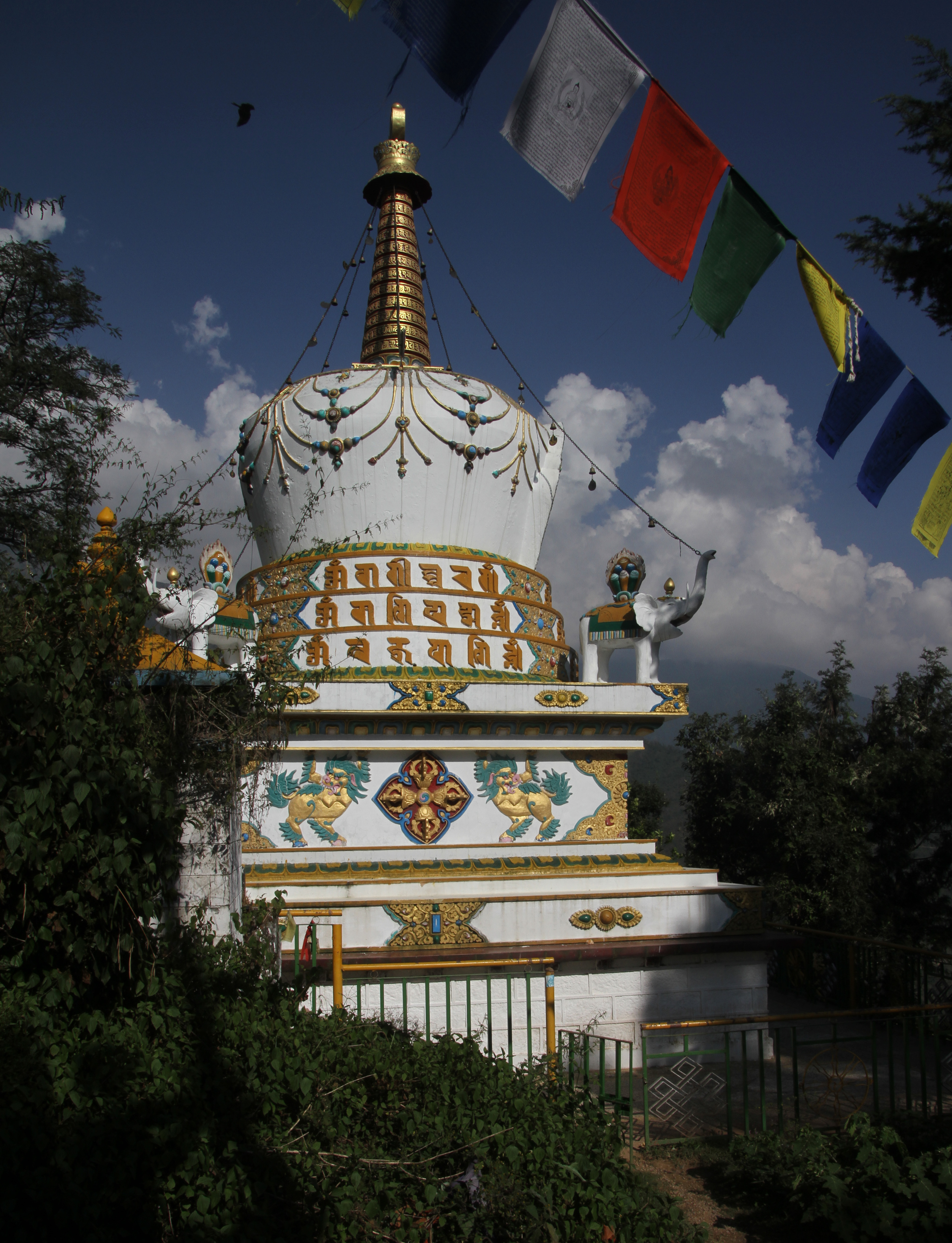
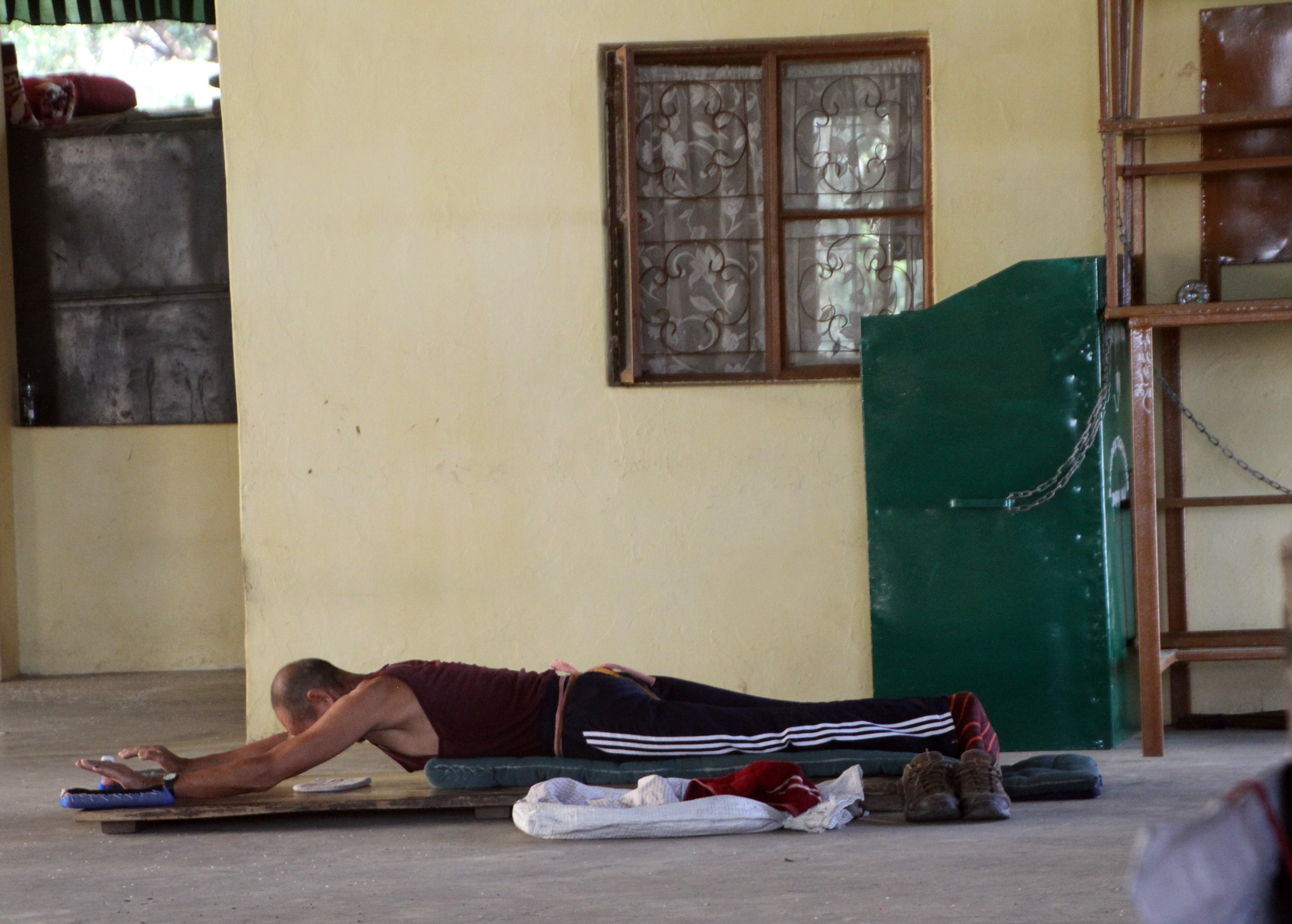
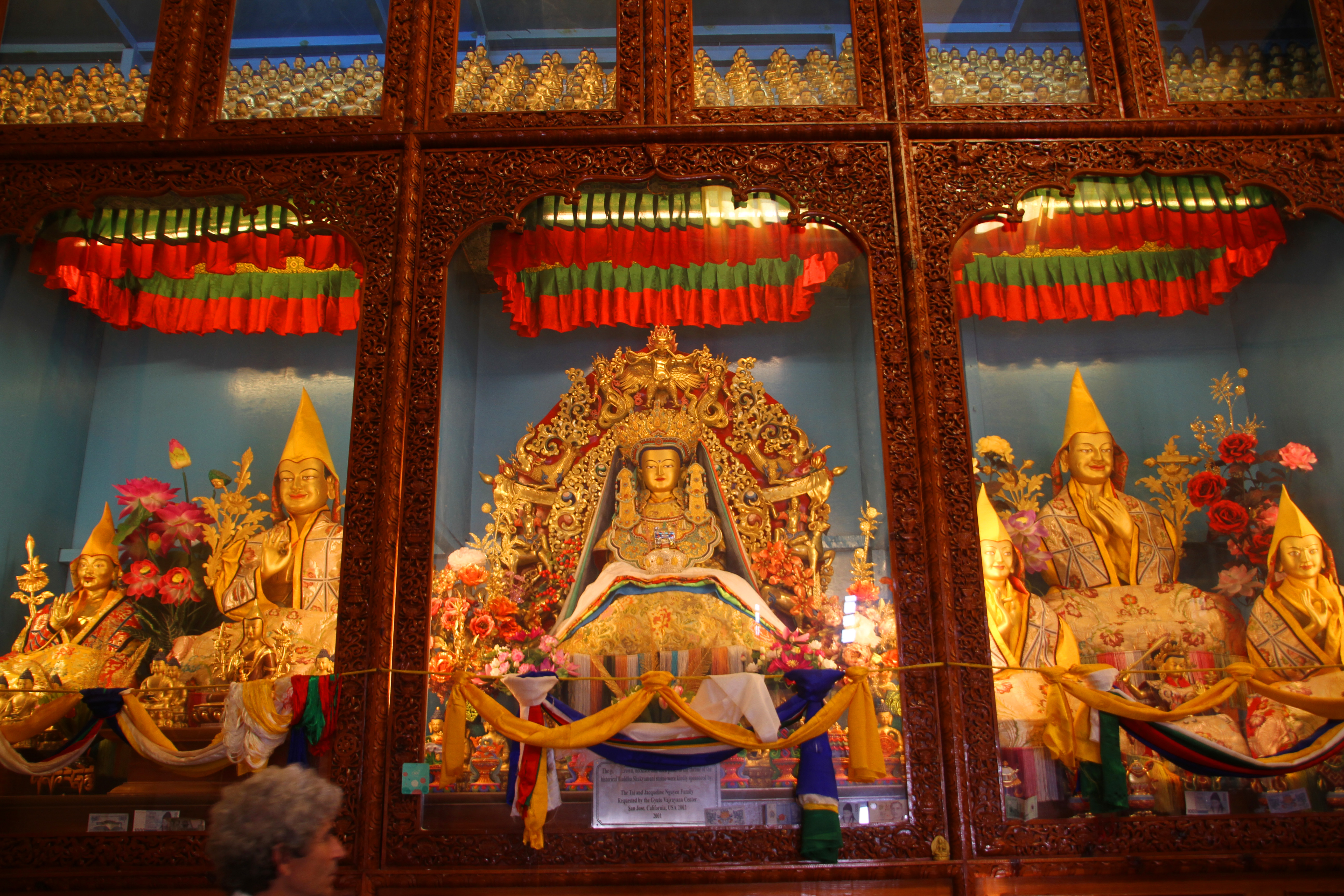
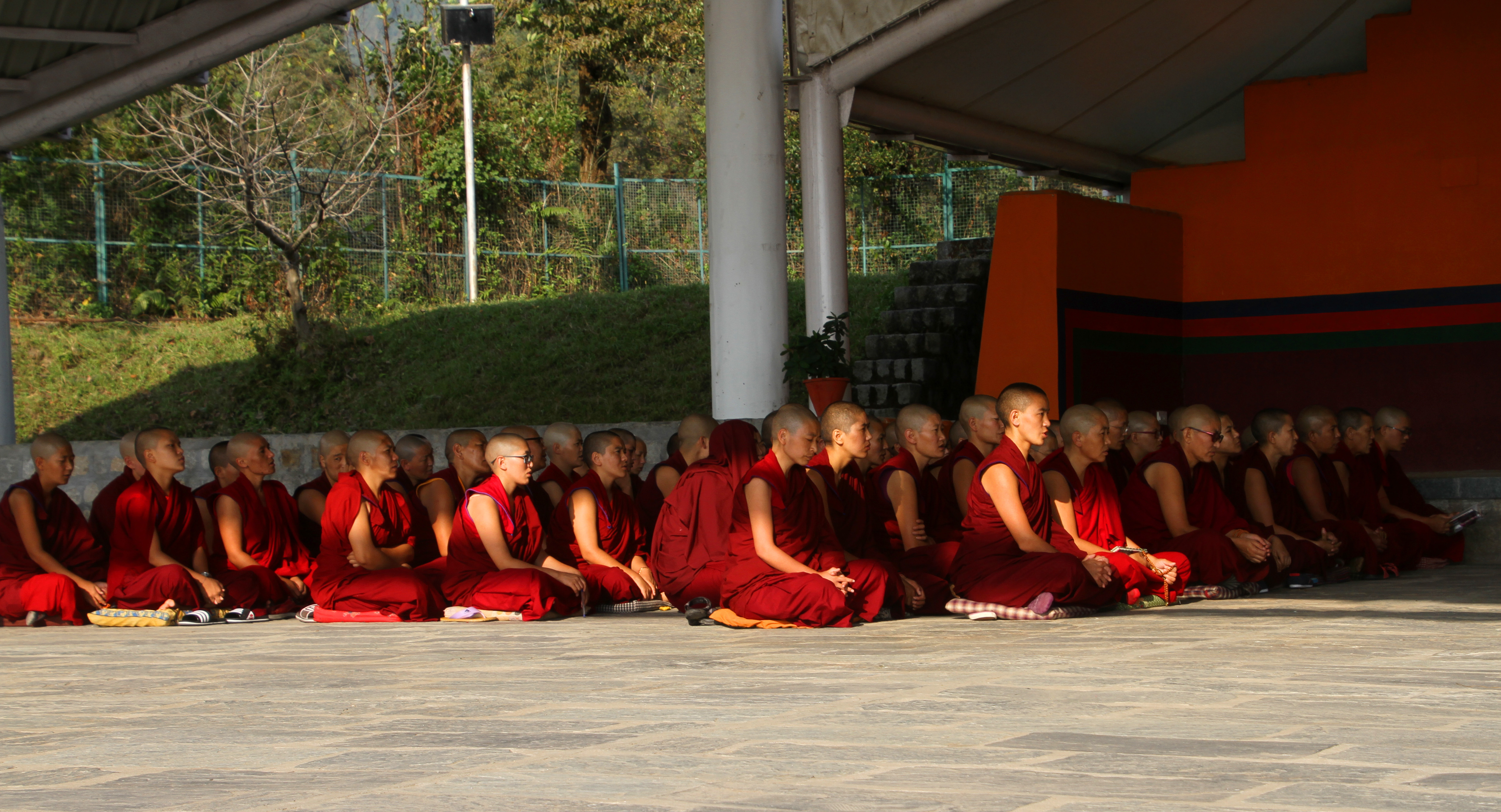
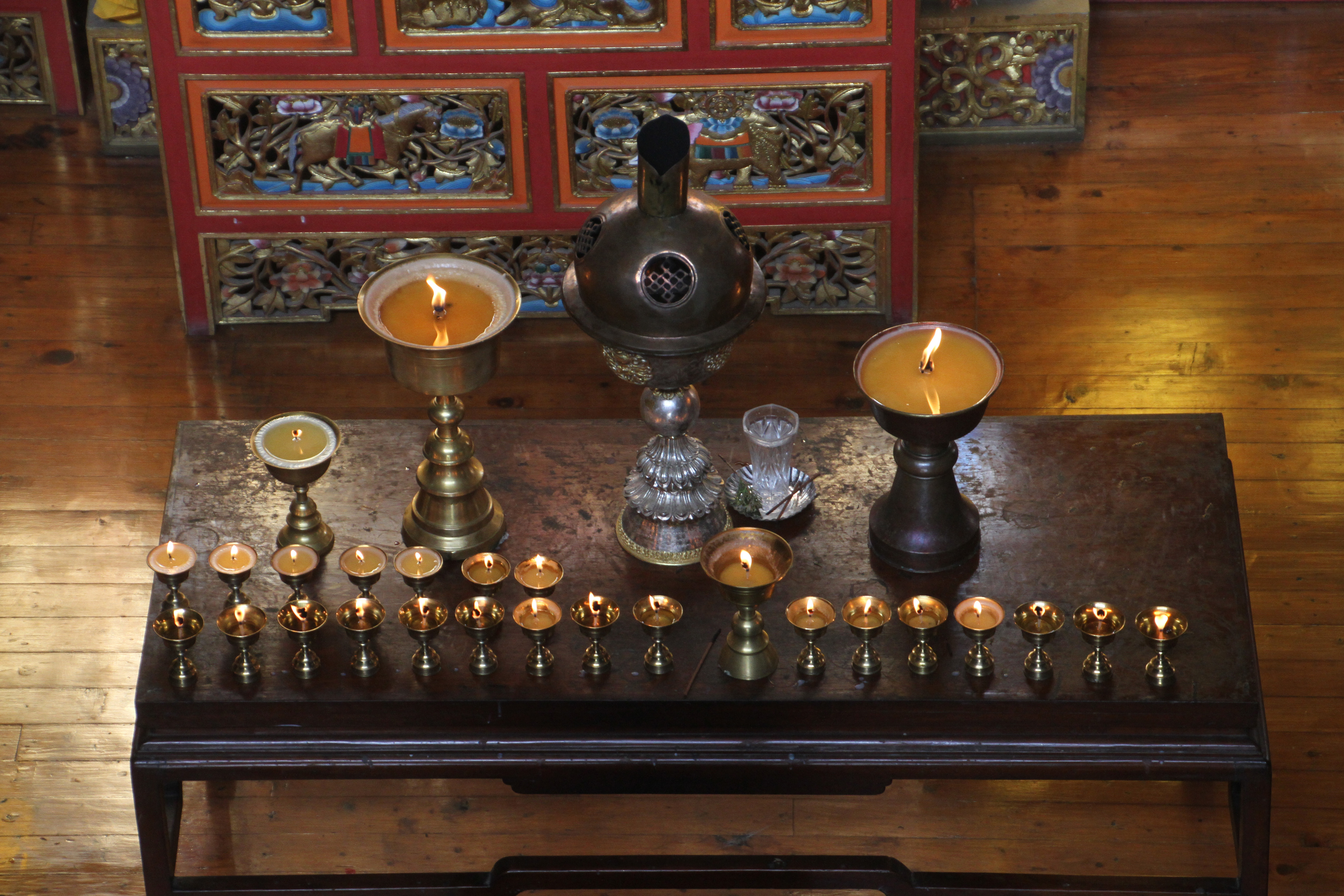
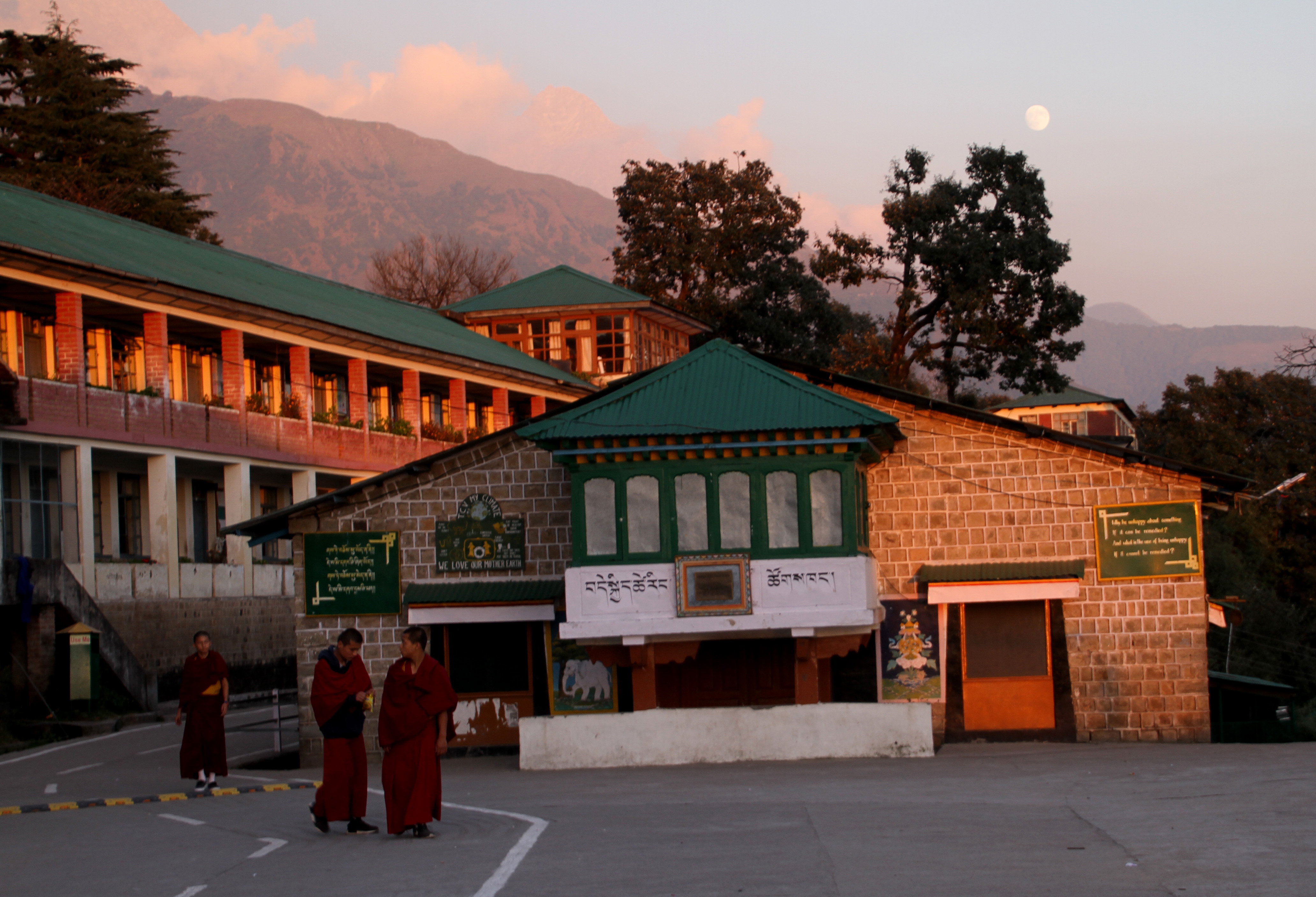
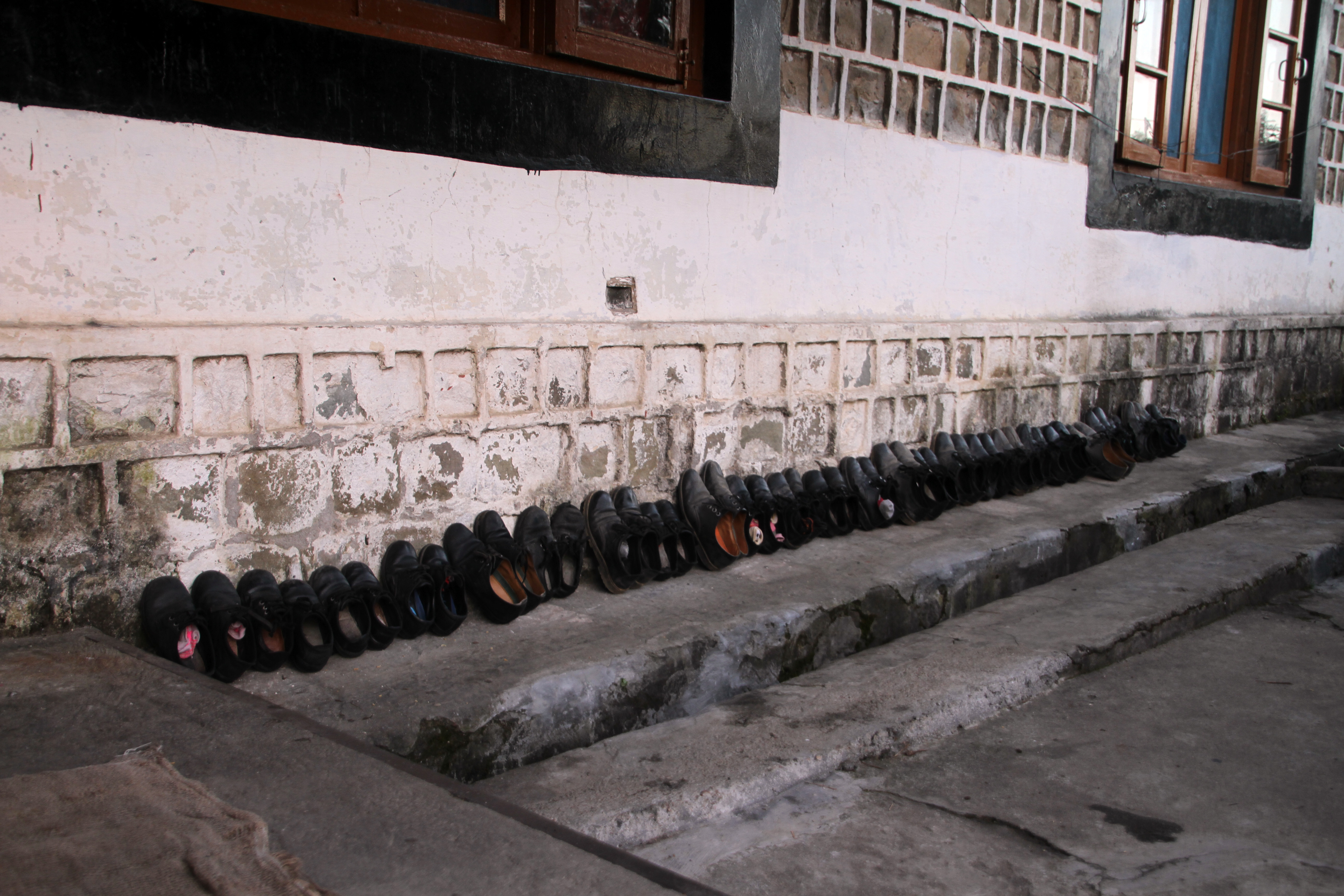
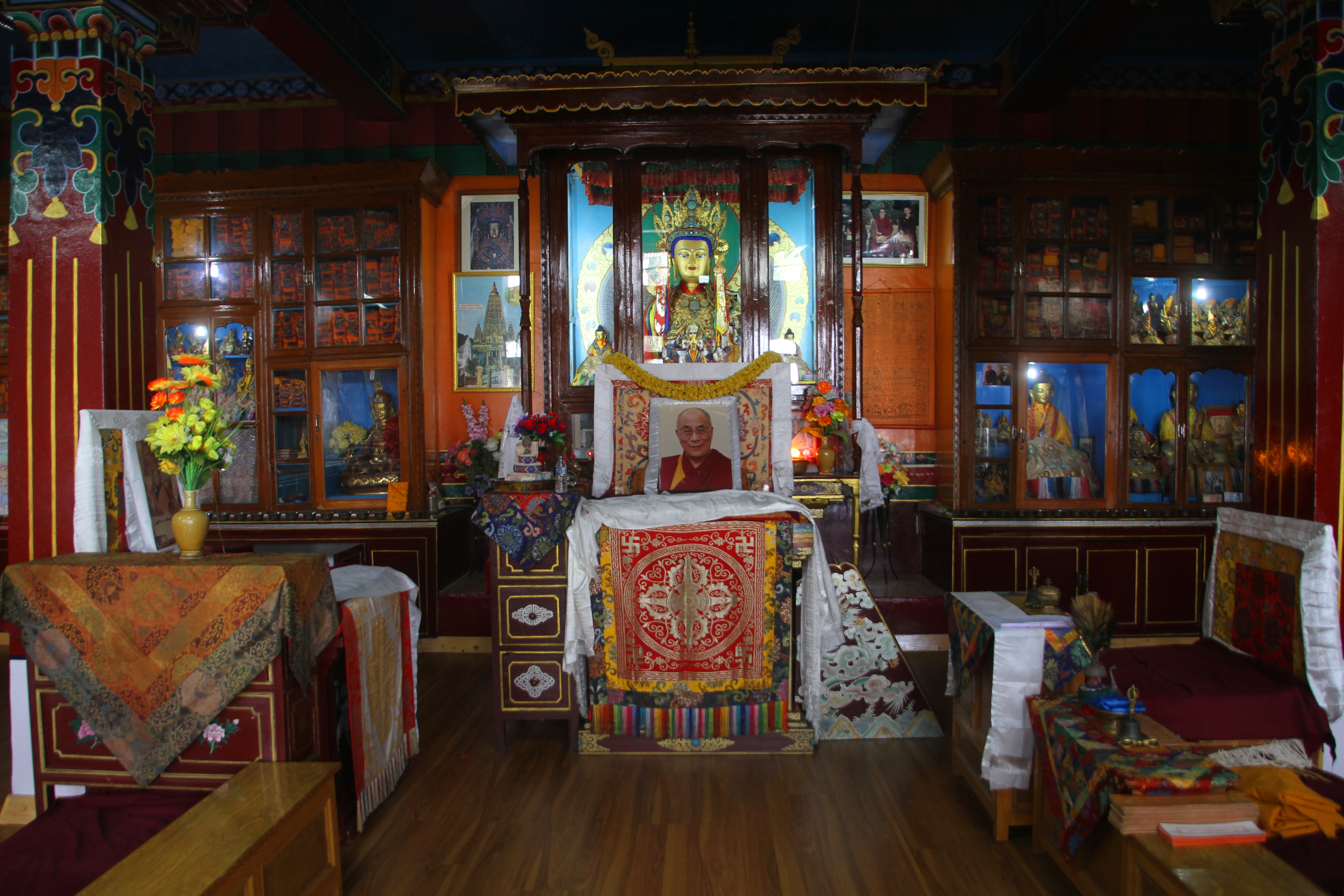
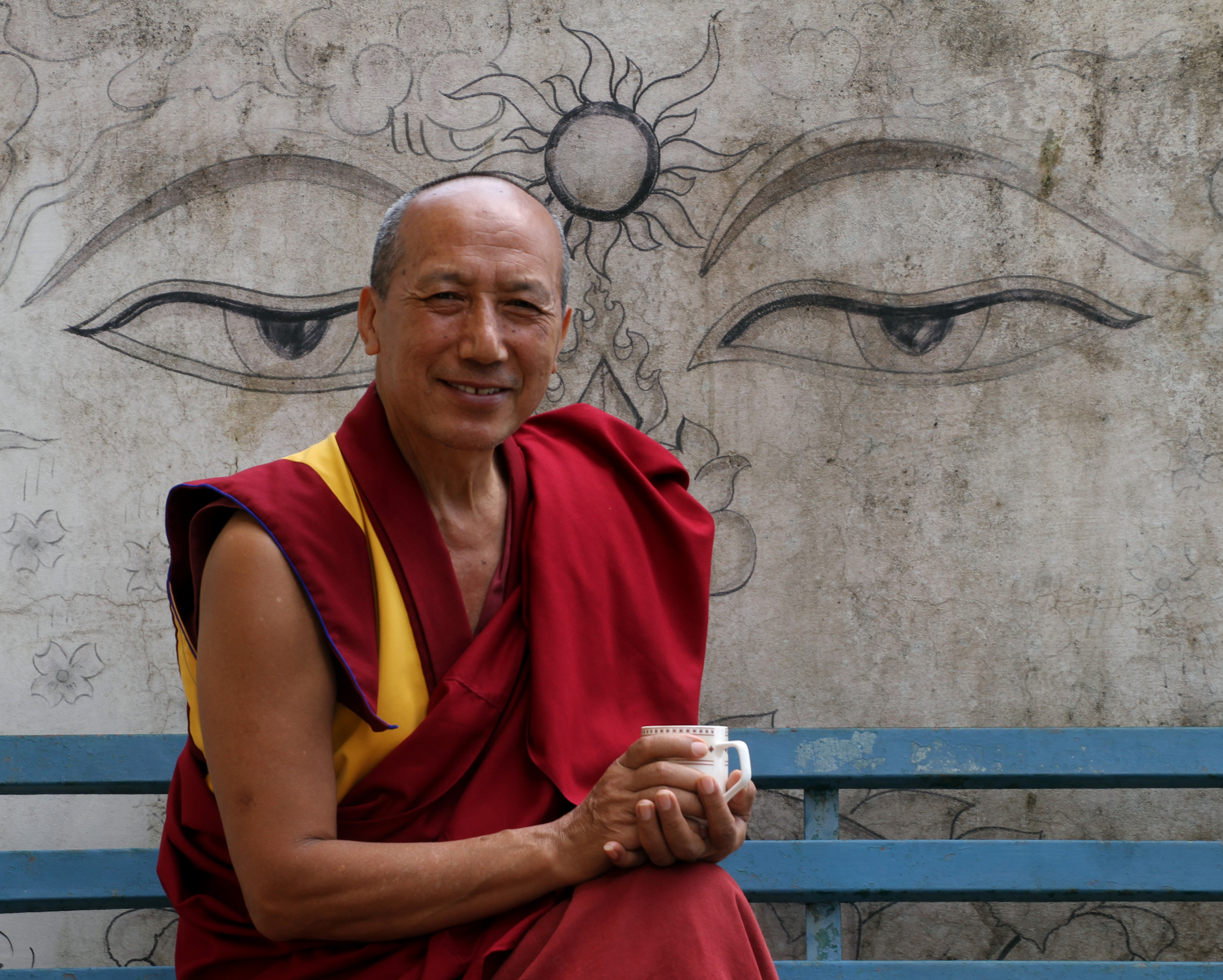